# 사회 계층

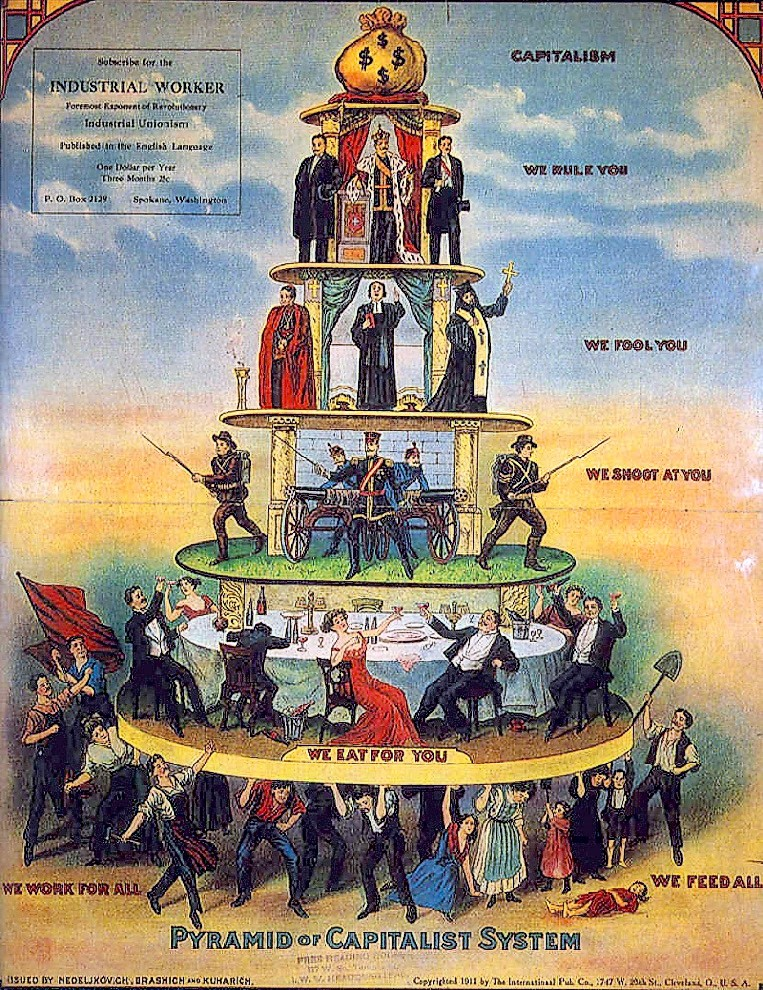

사회 계층(社會階層)은 한 사회 안에서 구별되는 인간 집단을 말한다
사회 계층에 대한 설명은 사회 내에서 구별되는 인간 집단을 가리키며, 성층과 계층 구조에 대한 개념을 소개한다. 사회적인 명예와 위신, 직업과 수입, 엘리트와 대중 등이 계층 구조의 형성 요인으로 작용한다. 계층은 개인의 의식과 생활 양식에 영향을 미치며, 재산, 가문, 학력, 직업, 수입 등의 요인은 계층 구조를 형성하는데 영향을 미친다. 직업과 권력은 계층 구조의 중요한 요소이며, 사회 구조의 변화와 관련되어 있다. 계층은 상호 연관되며, 성층과 권력은 사회 구조의 핵심적인 특징이다. 계층은 사회 구조를 이해하는데 도움이 되는 분석적인 도구로 사용될 수 있다
현존하는 사회는 우리가 경험에 의해서 알고 있는 바와 같이 일정한 성층성(成層性)을 가지고 있고 그 성층은 계층(서열적 상하관계의 구조) 상태를 이루고 있다. 그 가장 비근한 예는 직업의 상위나 그에 의거한 수입의 차이에 따라 생기는 성층이다. 직업이나 수입의 차이에는 또 사회적인 명예와 위신의 상하가 수반된다. 위신이란 개인이 타인이나 사회 전체로부터 받는 심리적 혹은 정신적 평가의 고저를 의미하는 말이다. 또 수입이나 위신의 차이에는 엘리트와 대중, 지배층과 피지배층 등의 구별에서 볼 수 있는 지배 구조 내에 있어서의 지위가 결합되고 있다. 지배 구조내에 있어서의 지위를 점하는 데 따라 개인은 권력의 배분을 받는다든지 그 지배의 대상이 된다든지 한다.
이와 같이 직업·수입·위신 등의 차이는 사회의 성층 구조의 기반을 이루면서 다시 지배 구조 혹은 권력의 배분 구조에 결부되는데 이러한 성층 구조 내의 층을 가리키는 개념이 계층이다. 계층이란 말은 이러한 의미에서는 성층이라는 말과 아주 유사하다. 굳이 구별한다면 성층은 층의 히에라르키 상태를 가리키고, 계층은 그 가운데의 층을 가리킨다.
계층의 존재는 또 개인의 의식이나 생활 양식 그리고 이데올로기에 큰 영향을 준다. 또는 동일 계층간에도 이들 유사성(類似性)이 문제가 되는 일이 많다. 성층, 즉 사회에 있어서의 인간의 상하 관계를 발생시키는 요인은 재산이나 가문과 같이 세습 혹은 상속되는 것도 있다. 학력과 같이 현대에 있어서 특히 관심을 모으고 있는 것을 들 수 있겠다. 일반적으로 상속 재산이나 가문과 같이 개인이 미리 부여받은 요인과, 학력이나 직업등과 같이 개인이 획득한 요인으로 분류되고 있다. 이 구별은 형식적으로 이해되어서는 안된다. 재산 상속이나 가문이, 개인이 후에 획득할 수 있는 것에 큰 영향을 준다는 것은 주지의 사실이다. 그러나 이 구별은 사회의 성층, 환언하면 인간의 상하 관계가 이루어질 때에 개인이 그 가운데에서 차지하게 되는 지위가 미리 정해져서 그 지위의 성층 구조를 세습이나 상속에 의해서 영속화하려는 메커니즘과, 경쟁적 사회 관계 속에서 개인이 무엇을 획득하는가를 중시하는 메커니즘이 있다는 것을 시사(示唆)하고 있다.
또한 이와는 다른 각도에서 보아 성층의 요인에는 일정한 다른 계열(系列)이 있다. 예를 들면 직업은 사회의 물적 생산을 위한 사회적 분업관계가 그 기반으로 되어 있고 혹은 거기에서 파생한 것이다. 다른 한편 권력에 관한 지위는 보다 직접적으로 지배 관계에 기초를 두고 있다. 재산이나 가문의 상속제(相續制)는 이것들과는 각각 다른 제도이다. 학력도 본래는 교육이라고 하는 독자적인 체계에서 파생한 것이다. 또한 수입(收入)은 직업에 대한 보수라고 간주되지만 소득배분의 구조에는 직업과 정확하게 대응하지 않는 부분도 존재한다. 그리고 위에서 말한 각 부분은 어떤 것은 법에 의하여, 어떤 것은 관습이나 사실로서 규범화(規範化)되어 있는 것이다.
이와 같이 성층의 요인은 관련(關聯)을 가지고 있지만 단일한 것이 아니고 상호 일정한 독자성을 가진 제도 내지 체계를 배경으로 하고 있다. 그리고 이들 제도가 복합(複合)하여 전체 사회를 구성하는 것과 같이 그들 요인 역시 복합하여 성층 구조를 만들어 내는 것이다. 이것을 계층 요인간의 연관(連關)이라고 부른다. 또한 그 중에서도 일반적으로 가장 중요하면서 다른 것에 영향을 미치는 정도가 가장 큰 것을 들 것 같으면, 하나는 직업, 또 하나는 권력이다. 사회적 분업의 특질은 전체로서의 계층의 존재 형태를 근본적으로 좌우한다. 권력에 관해서는 사회 상하의 성층성이라는 특징 그 자체가 그 성립의 근거를 사회에 있어서의 지배 관계의 존재라는 사실에 두고 있는 점에서 자명해진다고 할 수 있다.
계층 제요인의 특질, 또 그들 연관성의 특질은 언제 어디서나 같은 것이 아니고 변화한다. 그 변화는 전체 사회 구조 변화의 유력한 지표이다. 또 전체 사회의 변혁은 반드시 이와 같은 변화를 수반하지 않고서 일어날 수는 없다. 이리하여 사회의 성층 구조가 전체 사회의 변화에 조응(照應)하여 변화·발전한다는 사실에 관련하여 성층 구조의 요인연관(要因連關)에는 일정한 역사적 성격이 있다고 하는 사실이 주목된다. 카스트(인도의 세습적 계급 제도. 위로부터 승려·교사(敎師), 군인, 농민·상인, 직인(職人), 하인(下人) 및 이상의 4가지에 속하지 않는 천민(賤民)의 순(順)이다) 즉 신분, 계급 등의 개념은 이 역사상에 입각한 개념이다.
그러나 한편 마르크스주의의 용어법(用語法)에서 말하는 '사회구성체', 즉 하부 구조와 상부 구조를 포함한 전체의 역사적 개념에 해당하는 기간에도 사회의 성층 구조의 특징은 상당히 변화한다. 자본주의 사회 내에서 그 구조의 구체적인 양상이 변화하는 것과 같은 것이다. 이와 같은 변화를 추구(追求)하는 데 있어서 계층이라고 하는 개념은 매우 유용한 분석적 수단이다.
이상에서 말한 계층의 용인은 개인의 자유 의지의 산물이라기보다는 오히려 개인에게 외부로부터 작용하는 범칙적 사실이다. 그러나 계층의 연구자(硏究者)는 이 법칙을 연구하는 보조 수단으로서, 전혀 인위적인 요인(지표)을 도입하는 일이 있다. 소득의 계층을 5분위(五分位)하는 방법을 쓴다든지 연령 계층을 5세 단위(五歲單位)로 분류한다든지 하는 경우이다. 목적이 이처럼 명확한 경우에는 이들도 넓은 의미에서 계층이라고 불러도 좋다.

## 사회적 계층화
사회적 계층화는 부, 소득, 인종, 교육, 민족성, 성별, 직업, 사회적 지위 또는 파생된 권력(사회적, 정치적)과 같은 사회 경제적 요인에 따라 사람들을 그룹으로 분류하는 사회를 말한다. 이와 같이 계층화는 사회 집단, 범주, 지리적 지역 또는 사회 단위 내의 사람들의 상대적인 사회적 위치이다.
현대 서구 사회에서 사회 계층화는 일반적으로 상류층, 중산층, 하층의 세 가지 사회 계층으로 정의되며, 각 계층은 상위 계층, 중간 계층, 하위 계층으로 세분될 수 있다.게다가, 사회 계층은 친족, 씨족, 부족, 카스트, 또는 네 가지 모두를 기반으로 형성될 수 있다.
사회 계층에 의한 사람들의 분류는 복잡한 국가 기반, 다중심 또는 봉건 사회에서 가장 명확하게 발생하며, 후자는 귀족 계층과 농민 계층 간의 사회 경제적 관계에 기초한다. 사회 계층화가 수렵채집, 부족, 그리고 밴드 사회에서 처음 나타났는지 아니면 농업과 대규모 사회 교류 수단에서 시작되었는지는 사회 과학에서 논쟁의 여지로 남아 있다. 사회적 계층화의 구조를 결정하는 것은 사람들 사이의 지위 불평등에서 발생하기 때문에, 사회적 불평등의 정도가 사람의 사회적 계층을 결정한다. 일반적으로 사회의 사회적 복잡성이 클수록 사회적 분화를 통해 더 많은 사회적 계층이 존재한다.

## 개요

#### 정의 및 사용법
"사회 계층화"는 주어진 사회 집단, 범주, 지리적 지역 또는 다른 사회 단위에서 사람들의 상대적인 사회적 위치를 설명하기 위해 사회 과학에서 사용되는 개념이다. 그것은 주어진 사회가 사람들을 부, 소득, 사회적 지위, 직업, 권력과 같은 요소들에 기초하여 사회 경제적 계층들의 순위로 분류하는 것을 가리키는 라틴어 스트라툼에서 유래했다. 현대 서구 사회에서 계층화는 종종 상류층, 중산층, 그리고 하류층의 세 가지 주요 사회 계층으로 크게 분류된다. 이러한 각 클래스는 더 작은 클래스(예: "상위 중간")로 더 세분화될 수 있다. 사회는 또한 친족 관계 또는 카스트 관계에 기초하여 묘사될 수 있다.
사회 계층화의 개념은 종종 특정 이론 내에서 다르게 사용되고 해석된다. 예를 들어, 사회학에서 행동 이론의 지지자들은 사회 계층화가 사회 질서를 유지하고 안정적인 사회 구조를 제공하기 위해 지배 계층이 필요한 선진 사회에서 일반적으로 발견된다고 제안했다. 마르크스 주의와 같은 갈등 이론은 계층화된 사회에서 발견되는 자원의 접근 불가능성과 사회적 이동성의 부족을 지적한다. 많은 사회학 이론가들은 노동자 계급이 종종 사회 경제적으로 발전할 가능성이 낮은 반면 부유한 사람들은 프롤레타리아(노동 계급)를 착취하기 위해 사용하는 정치적 권력을 보유하는 경향이 있다는 사실을 비판했다. 미국의 사회학자인 Talcott Parsons는 안정성과 사회 질서는 부분적으로 보편적 가치에 의해 규제된다고 주장했다. 그러한 가치는 "합의"와 동일하지 않지만 역사를 통해 여러 번 그랬듯이 실제로 사회 갈등의 자극이 될 수 있다. 파슨스는 보편적 가치가 그 자체로 사회의 기능적 전제 조건을 "만족"한다고 주장하지 않았다. 실제로, 사회의 헌법은 신흥 역사적 요인의 훨씬 더 복잡한 성문화를 나타낸다. 랄프 다렌도르프와 같은 이론가들은 기술 경제에서 교육받은 노동력의 필요성으로 인해 현대 서구 사회에서 중산층이 확대되는 경향에 번갈아 주목한다. 의존성 이론과 같은 세계화에 대한 다양한 사회적, 정치적 관점은 이러한 영향이 제3세계에 대한 노동자의 지위의 변화에 기인한다는 것을 시사한다.

#### 네 가지 기본 원칙
사회 계층화의 기초가 되는 네 가지 원칙이 있다. 첫째, 사회적 계층화는 사회에서 개인보다는 사회의 속성으로 정의된다. 둘째, 사회적 계층화는 세대에서 세대로 재생산된다. 셋째, 사회 계층화는 보편적이지만(모든 사회에서 볼 수 있음) 가변적이다(시간과 장소에 따라 다름). 넷째, 사회적 계층화는 양적 불평등뿐만 아니라 사회적 지위에 대한 질적 신념과 태도를 포함한다.

#### 복잡성
계층화는 복잡한 사회에 국한되지 않지만, 모든 복잡한 사회는 계층화의 특징을 보여준다. 모든 복잡한 사회에서 가치 있는 상품의 총 재고는 불평등하게 분배되며, 여기서 가장 특권을 가진 개인과 가족은 소득, 권력 및 기타 가치 있는 사회적 자원의 불균형한 몫을 누린다. 계층화 시스템이라는 용어는 때때로 이러한 관찰된 불평등을 생성하는 복잡한 사회 관계 및 사회 구조를 지칭하기 위해 사용된다. 이러한 시스템의 핵심 구성 요소는 다음과 같다. (a) 특정 유형의 상품을 가치 있고 바람직한 것으로 정의하는 사회 제도적 과정, (b) 상품과 자원을 분업의 다양한 위치(예: 의사, 농부, '주부')에 분배하는 할당 규칙, (c) 개인을 직위에 연결하여 가치 있는 자원에 대한 불평등한 통제를 생성하는 사회적 이동성 과정.

#### 사회적 이동성
데이터는 경제적 소득 집단과 관련된 상당한 사회적 분리를 보여준다. 그러나 소득 수준이 높은 사람들과의 사회적 연결은 소득 이동성 상승의 강력한 예측 변수이다.
사회적 이동성은 계층 간 또는 계층화 시스템 내에서 개인, 사회 그룹 또는 범주의 사람들의 이동이다. 이 움직임은 세대 내 또는 세대 간 이동이 될 수 있다. 이러한 이동성은 때때로 사회 계층화의 다른 시스템을 분류하는 데 사용된다. 개방형 계층화 시스템은 일반적으로 개인의 달성된 상태 특성에 가치를 부여함으로써 사이의 이동성을 허용하는 시스템이다. 세대 내 이동성이 가장 높은 사회는 가장 개방적이고 유연한 계층화 시스템으로 간주된다. 세대 간 기반에서도 이동성이 거의 없거나 전혀 없는 시스템은 폐쇄 계층화 시스템으로 간주된다. 예를 들어, 카스트 제도에서, 사회적 지위의 모든 측면은 출생 시의 사회적 지위가 평생 동안 지속되도록 설명된다.

#### 카를 마르크스
마르크스주의 이론에서, 현대의 생산 방식은 두 가지 주요 경제적 부분으로 구성된다: 기초와 상부 구조. 기반은 생산의 관계, 즉 고용주와 직원의 근로 조건, 기술적인 분업 및 재산 관계를 포함한다. 마르크스에 따르면, 사회 계급은 생산 수단과의 관계에 의해 결정된다. 계급 기반 사회에는 생산 수단의 소유자와 생산 수단의 소유자에게 노동력을 파는 사람이라는 적어도 두 가지 계층이 존재한다. 때때로 마르크스는 지배계급이 생존하기 위해 더 강력한 사람들에게 제공할 수 있는 그들만의 노동력('임금노동')을 가지고 있기 때문에 노동계급 자체를 소유하고 있는 것처럼 보인다고 암시한다. 이러한 관계는 근본적으로 사회의 사상과 철학을 결정하고 추가적인 계급은 상부 구조의 일부로 형성될 수 있다. 역사의 많은 부분에서 토지를 소유한 귀족이라는 지배 계급의 이념을 통해 잘못된 의식은 정치적, 비정치적 기관뿐만 아니라 예술과 문화의 다른 요소들을 통해서도 촉진된다. 귀족 계급이 몰락하면 부르주아 계급은 자본주의 체제에서 생산 수단의 소유자가 된다. 마르크스는 자본주의 방식이 결국 내부 갈등을 통해 혁명적 의식과 보다 평등하고 공산주의적인 사회의 발전에 자리를 내줄 것이라고 예측했다.
마르크스는 또한 작은 부르주아 계급과 덩어리 프롤레타리아 계급 두 가지를 묘사했다. 소규모 부르주아 계급은 부르주아 계급의 일부가 되거나 심지어 그들의 지위에 도전하기에 충분한 이익을 결코 축적하지 않는 소규모 비즈니스 계급과 같다. 사회적 지위가 거의 없거나 아예 없는 하층민들이 집단 프롤레타리아이다. 이것은 주어진 사회에서 매춘부, 길거리 갱단, 거지, 노숙자 또는 다른 만질 수 없는 사람들을 포함한다. 이 하위 클래스들은 마르크스의 두 주요 클래스에 큰 영향을 미치지 않지만, 마르크스가 클래스 내의 차이를 인식했다는 것을 아는 것은 도움이 된다.
마빈 해리스(Marvin Harris)와 팀 잉골드(Tim Ingold)에 따르면, 루이스 헨리 모건(Lewis Henry Morgan)의 평등주의 수렵 채집인에 대한 설명은 칼 마르크스(Karl Marx)와 프리드리히 엥겔스(Friedrich Engels)의 공산주의에 대한 영감의 일부를 형성했다. Morgan은 같은 공동체에 사는 사람들이 그들의 노력을 모으고 그 노력의 보상을 공평하게 공유하는 상황에 대해 말했다. 그는 이것을 "생활 속의 공산주의"라고 불렀다. 그러나 마르크스가 이러한 생각들을 확장했을 때, 그는 여전히 사람들 사이의 근본적인 관계를 정의하는 재산과 함께 경제적인 지향적인 문화를 강조했다. 그러나 소유권과 재산 문제는 수렵채집 사회에서 거의 강조되지 않는다. 이것은 수렵 채집인들의 매우 다른 사회적, 경제적 상황과 결합되어 산업화된 국가에서 공산주의를 실행할 때 마주치는 많은 어려움을 설명할 수 있다. 잉골드가 지적했듯이, "국내성의 맥락에서 제거되고 수백만 명의 인구를 가진 대규모의 산업화된 국가를 위한 사회 공학 프로젝트를 지원하기 위해 활용된 공산주의의 개념은 결국 모건이 의도했던 것과는 상당히 다른 의미가 되었다: 즉, 개인적 또는 가족적 성격의 모든 유대를 무시하고 그 영향을 취소하는 재분배의 원칙이다."
마르크스주의 갈등이론에 대한 반론은 킹슬리 데이비스와 윌버트 무어가 주장한 구조적 기능주의 이론으로, 사회적 불평등이 사회의 원활한 운영에 중요한 역할을 한다고 주장한다. 데이비스-무어 가설은 직위가 높은 수입을 끌어내기 때문에 권력과 위신을 가져다주지 않는다고 주장한다. 오히려 기능적으로 중요하고 이용 가능한 인력이 부족하기 때문에 높은 수입을 끌어낸다. 대부분의 고소득 직업들은 어렵고 높은 수준의 교육을 필요로 하며, 그들의 보상은 사람들이 더 많은 것을 이루기 위해 노력하는 사회의 동기부여가 된다.

#### 막스 베버
막스 베버는 마르크스의 사상에 강한 영향을 받았지만 효과적인 공산주의의 가능성을 거부하고 자본주의 사회보다 훨씬 더 큰 수준의 해로운 사회적 통제와 관료화를 요구할 것이라고 주장했다. 게다가, 베버는 프롤레타리아 반란의 변증법적 추정을 비판하여 가능성이 낮다고 주장했다. 대신, 그는 계층화의 3요소 이론과 인생의 기회의 개념을 개발한다. 베버는 마르크스가 제안한 것보다 더 많은 계급 구분이 있다고 생각했고, 그 자신의 체계를 만들기 위해 기능주의 이론과 마르크스 이론 모두에서 다른 개념을 취했다.그는 계급, 지위, 권력의 차이를 강조하고, 이것들을 각각 사회적 행동에 다른 영향을 미치는 별개의, 그러나 관련된 권력의 원천으로 취급한다. 마르크스보다 반세기 늦게 일을 한 베버는 4개의 주요 사회 계층이 있다고 주장한다: 상류층, 화이트칼라 노동자, 작은 부르주아 계급, 그리고 수동 노동자 계급. 비록 경제적 지위가 현재 웨버가 상상했던 방식으로 수입에 전적으로 의존하지는 않지만, 웨버의 이론은 현대 서구 계급 구조와 더 밀접하게 유사하다.
베버는 독일의 사회 구조를 조사함으로써 사회 계층화에 대한 그의 많은 핵심 개념들을 도출한다. 그는 마르크스의 이론과 달리 계층화는 단순한 자본 소유 이상의 것에 기초하고 있다고 지적한다. 베버는 얼마나 많은 귀족 구성원들이 경제적인 부는 부족했지만 강력한 정치적 힘을 가지고 있었는지 조사한다. 예를 들어, 많은 부유한 가족들은 유대인이었기 때문에 위신과 권력이 부족했다. 베버는 계층화 계층 이론을 형성하는 세 가지 독립적인 요소를 소개했다: 계급, 지위, 그리고 힘
계급: 출생과 개인의 성취에 기초한 사회에서 개인의 경제적 위치. 베버는 이것을 계층화의 최고 요인으로 보지 않는다는 점에서 마르크스와 다르다. 웨버는 기업 임원들이 일반적으로 소유하지 않은 회사를 어떻게 통제하는지에 주목한다; 마르크스는 그들이 자본을 소유하는 대신 노동력을 판매하기 때문에 그들의 높은 수입에도 불구하고 이 사람들을 프롤레타리아에 두었을 것이다.
지위: 한 사회에서 한 개인의 위신, 사회적 명예 또는 인기. 웨버는 정치적 힘은 자본 가치에만 뿌리를 둔 것이 아니라 개인의 지위에도 뿌리를 두고 있다고 지적한다. 예를 들어, 시인이나 성인은 적은 물질적 자원에도 불구하고 사회에 광범위한 영향을 미칠 수 있다.
힘: 다른 사람들의 저항에도 불구하고 자신의 길을 갈 수 있는 능력, 특히 사회 변화에 참여할 수 있는 능력. 예를 들어, 연방 수사국의 직원이나 미국 의회의 구성원과 같은 정부 업무에 종사하는 개인은 재산이나 지위가 거의 없지만 상당한 사회적 권력을 행사할 수 있다.

#### C. 라이트 밀스
C. 라이트 밀스는 빌프레도 파레토와 가에타노 모스카의 이론을 인용하여 사회의 힘의 불균형은 권력 엘리트의 기업 지도자들에 대한 대항력의 완전한 부재에서 기인한다고 주장한다. 밀스는 마르크스주의 사상을 통합하고 수정했다. 그는 지배적인 부유하고 강력한 계급에 대한 마르크스의 인식을 공유했지만, 밀스는 그 힘의 원천이 경제 영역뿐만 아니라 정치적, 군사적 영역에도 있다고 믿었다. 1950년대 동안 밀스는 파워엘리트의 존재에 대해 아는 사람이 거의 없었고, 어떤 개인들은 (엘리트 자신을 포함하여) 그러한 그룹의 아이디어를 부정했고, 다른 사람들은 힘엘리트의 작은 형성이 존재한다고 모호하게 믿었다고 말했다. "일부 저명한 인사들은 의회가 소수의 정치 지도자들이 평화와 전쟁에 대한 중대한 결정을 내리는 것을 허용했고, 두 개의 원자 폭탄이 미국의 이름으로 일본에 투하되었지만, 그들과 그들이 아는 그 누구도 상의를 받지 않았다는 것을 알고 있었다."
밀스는 권력 엘리트들이 사회 내에서 자신들의 높은 지위를 인정할 수 있는 특권층을 구체화한다고 설명한다. 사회 내에서 그들의 높은 지위를 유지하기 위해, 권력 엘리트 구성원들은 서로 결혼하고, 서로를 이해하고 받아들이고, 또한 함께 일하는 경향이 있다. 파워엘리트의 존재의 가장 중요한 측면은 교육의 핵심 안에 있다. "젊은 상류층 회원들은 하버드, 예일, 프린스턴과 같은 엘리트 대학뿐만 아니라 대학의 매우 배타적인 클럽에도 문을 열어주는 유명한 예비 학교에 다닌다. 이러한 회원 자격은 모든 주요 도시에 위치한 유명한 소셜 클럽으로 가는 길을 열어주며 중요한 비즈니스 연락을 위한 장소 역할을 한다. 명문대를 다녔고 매우 배타적인 클럽의 회원이었던 엘리트 회원의 예는 조지 W. 부시와 존 케리에서 볼 수 있다. 부시와 케리 둘 다 예일 대학에 다니는 동안 스컬 앤 본즈 클럽의 회원이었다. 이 클럽은 20세기의 가장 영향력 있는 사람들 중 일부의 회원들을 포함하고 있으며, 그들 모두는 그들의 독점적인 클럽의 비밀에 대해 다른 사람들에게 말하는 것이 금지되어 있다. 수년 동안 해골과 뼈 클럽은 대통령, 내각관료, 대법관, 스파이, 산업계의 주장, 그리고 종종 그들의 아들과 딸들이 독점적인 클럽에 가입하여 이전에는 볼 수 없었던 사회적, 정치적 네트워크를 만들었다.
엘리트 교육을 받는 상류층 사람들은 일반적으로 파워 엘리트의 세 가지 부서에 들어갈 수 있는 필수적인 배경과 연락처를 가지고 있다: 정치 지도부, 군부, 그리고 기업 엘리트들.
정치적 리더십: 밀스는 2차 세계대전이 끝나기 전에 전문 정치인들 사이의 중앙 의사 결정의 감소와 함께 기업의 지도자들이 정치 영역 내에서 더 두드러졌다고 주장했다.
군사 서클: 1950년대에서 1960년대 사이에 전쟁에 대한 우려가 증가함에 따라 최고의 군 지도자들과 국방 자금과 군 인사 훈련과 관련된 문제들이 미국 내에서 최우선 순위가 되었다. 대부분의 저명한 정치인들과 기업 지도자들은 군사비 지출의 강력한 지지자들이었다.
기업 엘리트: 밀스는 군사적 강조가 인정된 1950년대 동안 기업 지도자들은 정책 개발을 주도한 저명한 군 장교들과 함께 일했다고 설명한다. 기업 지도자들과 고위 군 장교들은 서로를 지지했다.
밀스는 권력 엘리트들이 제도적 권력의 한 위치에서 다른 위치로 이동할 수 있는 개인들로 구성된 "내부 핵심"을 가지고 있음을 보여준다. 예를 들어, 정치 고문이 되는 저명한 군 장교나 기업 경영자가 되는 강력한 정치인이 있다. "이 사람들은 동료들보다 더 많은 지식과 더 넓은 관심사를 가지고 있다. 밀스가 '경제, 정치, 군사 문제의 거의 전문적인 중개인'으로 간주한 저명한 은행가와 금융가들도 엘리트의 내부 핵심 멤버이다.

#### 인류학 이론
모든 인류학자들이 사회 계층화의 "보편적" 성격에 이의를 제기하는 경우가 대부분이며, 사회 계층화가 모든 사회의 표준이 아니라고 주장한다. John Gowdy (2006)는 "시장 사회의 구성원들이 보편적이라고 믿고, 인간은 선천적으로 경쟁적이고 획득적이며, 사회적 계층화가 자연스럽다고 믿는 인간 행동에 대한 가정은 많은 수렵채집 민족에는 적용되지 않는다. 계층화되지 않은 평등주의 또는 평화주의("머리 없는") 사회는 사회 계층, 정치적 또는 경제적 지위, 계급 또는 심지어 영구적인 리더십에 대한 개념이 거의 없거나 전혀 없는 상태로 존재한다.

#### 친족 지향
참고 항목: 원래 풍요로운 사회
인류학자들은 평등주의적 문화를 "친척 중심"으로 인식하는데, 그 이유는 그들이 부나 지위보다 사회적 조화를 더 중요하게 여기는 것으로 보이기 때문이다. 이러한 문화는 지위와 물질적 부를 중시하고 계층화, 경쟁 및 갈등이 일반적인 경제 지향적 문화(국가 포함)와 대조된다. 친족 중심의 문화는 이러한 계층화가 갈등과 불안정을 초래할 수 있다고 믿기 때문에 사회적 계층화의 발전을 막기 위해 적극적으로 노력한다. 호혜적 이타주의는 이것이 성취되는 한 과정이다.
좋은 예는 "고기 모욕"을 실천하는 코이산에 대한 그의 설명에서 Richard Borshay Lee에 의해 제공된다. 사냥꾼이 사냥을 할 때마다, 그는 그가 너무 자랑스럽거나 이기적이 되는 것을 막기 위해 끊임없이 놀림과 조롱을 받는다. 그러면 고기 자체가 사냥꾼에 의해 보관되는 것이 아니라 전체 사회 집단에 고르게 분배된다. 놀림의 수준은 살인의 크기에 비례한다. Lee는 그가 함께 살고 있는 그룹의 선물로 소 한 마리를 통째로 구입했을 때 이 사실을 알았고, 그 후 몇 주 동안 그것에 대해 놀림을 받았다(그렇게 많은 고기를 얻는 것은 과시하는 것으로 해석될 수 있기 때문이다).
또 다른 예는 아넴 랜드 해안에서 떨어진 그루트 에일란트와 비커턴 섬의 호주 원주민들로, 그들은 포기라고 불리는 일종의 선물 경제를 중심으로 그들의 사회 전체를 정신적, 경제적으로 정리했다. 데이비드 H에 따르면. 터너, 이 협정에서, 모든 사람들은 그들이 가지고 있는 모든 자원을 그 당시에 필요하거나 부족한 다른 사람들에게 주어야 한다. 이것은 절도와 상대적 빈곤과 같은 사회적 문제를 크게 제거하는 이점이 있다. 그러나 원주민 포기 경제학과 유럽 식민지 개척자들이 호주에 도입한 경쟁/희귀성 중심 경제학을 조화시키려 할 때 분명히 오해가 생긴다.

## 이론 및 연구의 변수
사회적 계층화의 기초가 되는 사회적 지위 변수는 사람과 사람의 다양한 특성에 대한 사회적 인식과 태도에 기초한다. 이러한 변수는 시간과 장소에 따라 많이 줄어들지만 각 변수에 대한 상대적 가중치와 이러한 변수의 특정 조합은 시간이 지남에 따라 장소마다 다르다. 연구의 한 가지 과제는 주어진 사회에서 이 많은 변수들이 어떻게 결합하여 계층화를 생성하는지 설명하는 정확한 수학적 모델을 식별하는 것이다. 그루스키(2011)는 사회 계층화의 사회학 이론의 역사적 발전에 대한 좋은 개요와 이 분야의 현대 이론과 연구에 대한 요약을 제공한다. 사회적 계층화에 대한 이해에 기여하는 많은 변수들이 오랫동안 확인되었지만, 이러한 변수들의 모델과 사회적 계층화를 구성하는 그들의 역할은 여전히 이론과 연구의 활발한 주제이다. 일반적으로 사회학자들은 사회적 요인이 경제적 가치에 필수적인 요소이기 때문에 "순수한" 경제 변수가 없다는 것을 인식한다. 그러나 사회 계층화에 영향을 미치는 변수는 경제적 요인과 다른 사회적 요인으로 느슨하게 나눌 수 있다.

#### 경제
엄격한 양적 경제 변수는 사회 계층화가 어떻게 구성되거나 유지되는지 설명하는 것보다 사회 계층화를 설명하는 데 더 유용하다. 소득은 사회에서 계층화와 관련된 경제적 불평등을 설명하는 데 사용되는 가장 일반적인 변수이다. 그러나 개인 또는 가구의 잉여 및 부의 축적 분포는 소득보다 개인의 복지 변화에 대해 더 많이 알려준다. 부 변수는 또한 계층화된 사회에서 그룹의 복지의 두드러진 변화를 더 생생하게 보여줄 수 있다. 국내총생산(GDP), 특히 1인당 GDP는 때때로 경제적 불평등과 국제적 또는 세계적 수준의 계층화를 설명하는 데 사용된다.

#### 사회
사회적 변수는 양적 변수와 질적 변수 모두 독립 변수 또는 개입 변수로서 사회 계층화와 관련된 인과 관계 연구에서 일반적으로 가장 설명력을 제공한다. 세 가지 중요한 사회적 변수는 성별, 인종 및 민족성으로, 적어도 전 세계 대부분의 장소에서 사회적 지위와 계층화에 개입하는 영향을 미친다. 추가 변수에는 직업 및 기술 수준, 연령, 교육 수준, 부모의 교육 수준 및 지리적 영역과 같은 기타 특성을 설명하는 변수가 포함된다. 이러한 변수 중 일부는 사회적 지위와 계층화에 인과적 영향과 개입적 영향을 모두 미칠 수 있다. 예를 들어, 생산적인 일을 수행하기에 너무 어리거나 나이가 많으면 절대적인 나이가 저소득을 야기할 수 있다. 연령에 대한 사회적 인식과 연령차별주의로 이어질 수 있는 직장에서의 역할은 전형적으로 고용과 소득에 개입하는 영향을 미친다.
사회 과학자들은 때때로 남성과 여성, 또는 교육 수준이 다른 노동자들과 같은 다른 사회 범주들 사이의 경제적 계층화의 정도를 정량화하는 데 관심이 있다. 이러한 목적을 위해 Zhou에 의해 최근 계층화 지수가 제안되었다.

#### 성
성별은 사람들이 개인 간의 사회적 구분을 만들기 위해 사용하는 가장 보편적이고 보편적인 사회적 특징 중 하나이다. 성별 구분은 경제, 친족 및 카스트 기반 계층화 시스템에서 발견된다. 사회적 역할 기대는 종종 성별과 성별에 따라 형성된다. 전체 사회는 남성이나 여성, 특히 재산의 소유와 상속과 관련된 권리와 특권에 따라 사회 과학자들에 의해 분류될 수 있다. 가부장제 사회에서, 그러한 권리와 특권은 일반적으로 여성보다 남성에게 부여된다; 가부장제 사회에서, 그 반대는 사실이다. 성별과 성별에 기반한 분업은 역사적으로 대부분의 사회의 연대기에서 발견되며 산업화의 도래와 함께 그러한 분업이 증가했다. 성별에 따른 임금 차별이 일부 사회에 존재하여, 일반적으로 남성이 동일한 유형의 근로에 대해 여성보다 높은 임금을 받는다. 남성과 여성 간의 다른 고용 차이는 많은 사회에서 전반적인 성별 기반 임금 격차로 이어지는데, 여성이 제공받고 받는 직업의 유형과 여성이 일하는 시간의 차이로 인해 여성 범주가 남성보다 적게 버는 경우이다. 이러한 기타 성별 관련 가치는 주어진 사회질서에서 소득, 부, 재산의 분배에 영향을 미친다.

#### 인종차별
인종차별은 사람들 사이의 관찰 가능한 생물학적 차이에 대한 사회적 인식에 기반한 편견과 차별로 구성된다. 그것은 종종 사회적 행동, 관행 또는 신념 또는 정치적 시스템의 형태를 취하며, 서로 다른 인종이 서로에게 선천적으로 우월하거나 열등한 것으로 인식되어 공유되는 상속 가능한 특성, 능력 또는 자질을 기반으로 한다. 주어진 사회에서, 사회적으로 바람직하지 않다고 인식되는 인종적 특성을 공유하는 사람들은 일반적으로 사회 권력의 위치에서 충분히 대표되지 않는다. 즉, 그들은 그 사회에서 소수 범주가 된다. 그러한 사회의 소수 구성원들은 종종 동화, 배제, 억압, 추방, 근절을 포함한 다수 정책에서 비롯된 차별적인 행동을 당한다. 공공연한 인종차별은 보통 사회적 지위에 미치는 영향을 통해 계층화 시스템에 직접적으로 영향을 미친다. 예를 들어, 특정 인종과 관련된 구성원들은 노예 지위를 부여받을 수 있는데, 이는 사회의 다른 구성원들에게 부여된 기본적인 권리를 다수가 소수에게 부여하기를 거부하는 억압의 한 형태이다. 많은 학자들이 현대 사회에서 실행되고 있다고 주장하는 것과 같은 더 은밀한 인종차별은 사회적으로 숨겨져 있고 덜 쉽게 감지된다. 은밀한 인종 차별은 종종 소득, 교육 기회 및 주택에 영향을 미치는 개입 변수로 계층화 시스템에 영향을 미친다. 공공연한 인종차별과 은밀한 인종차별 모두 인종차별이 제도화된 사회에서 구조적 불평등의 형태를 취할 수 있다.

#### 민족성
민족적 편견과 차별은 사회의 인종적 편견과 차별과 거의 동일하게 작용한다. 사실, 최근에서야 학자들이 인종과 민족을 구별하기 시작했다; 역사적으로, 그 둘은 동일하거나 밀접한 관련이 있는 것으로 간주되었다. 유전학과 인간 게놈의 과학적 발전과 함께, 대부분의 학자들은 이제 인종이 문화적으로 학습된 행동에 기초하여 정의되는 반면, 사회 내에서 관찰될 수 있는 생물학적으로 결정되는 특성에 기초하여 사회적으로 정의된다는 것을 인식한다. 민족 식별은 언어와 방언, 상징 체계, 종교, 신화, 요리와 같은 공유 문화 유산을 포함할 수 있다. 인종과 마찬가지로, 사람들의 민족적 범주는 사회적으로 정의될 수 있으며, 그 구성원들이 사회 권력의 위치에서 과소 대표되는 소수 범주이다. 이와 같이, 민족적 범주의 사람들은 동일한 유형의 다수 정책의 대상이 될 수 있다. 민족성이 계층화 시스템에 직접적, 인과적 요인으로 작용하는지 아니면 개입 변수로 작용하는지는 한 사회의 다양한 민족 인구 내의 민족학적 진입 수준, 부족한 자원에 대한 갈등의 양, 각 민족 범주 내에서 보유한 상대적 사회적 힘에 따라 달라질 수 있다.

#### 전역 계층화
세계화의 힘은 세계관, 제품, 아이디어, 그리고 문화의 다른 측면들의 교환에서 발생하는 빠른 국제적 통합으로 이어진다. 전신 및 인터넷의 현대적 표현을 포함한 교통 및 통신 인프라의 발전은 경제 및 문화 활동의 상호 의존성을 더욱 높이는 세계화의 주요 요인이다.
한 국가 내 계층화된 계급 체계처럼, 세계 경제를 보면 국가 간 자본과 다른 자원의 불평등한 분배에서 계급적 위치를 볼 수 있다. 국가 경제가 분리되어 있기 보다는, 국가들은 이 세계 경제에 참여하는 것으로 간주된다. 세계 시스템 및 의존성 이론에 따르면 세계 경제는 핵심 국가, 반 주변 국가 및 주변 국가의 세 가지 주요 계층으로 세계적인 분업을 나타낸다. 핵심 국가들은 주로 세계의 주요 생산 수단을 소유하고 통제하며 더 높은 수준의 생산 업무를 수행하고 국제 금융 서비스를 제공한다. 주변 국가들은 세계의 생산 수단을 거의 소유하지 않고(주변 국가에 공장이 위치하더라도) 저숙련 노동력을 제공한다. 반주변 국가들은 중심부와 주변부의 중간에 있다. 그들은 산업화와 더 다양한 경제로 나아가는 경향이 있다.
핵심 국가들은 잉여 생산의 가장 큰 몫을 받고, 주변 국가들은 가장 적은 몫을 받는다. 또한, 비핵심 국가들은 통상적으로 비핵심 국가들로부터 원자재와 다른 상품들을 낮은 가격에 구매할 수 있으며, 비핵심 국가들에 대한 수출을 위해 더 높은 가격을 요구한다. 글로벌 노동 차익 시스템을 통해 고용된 글로벌 인력은 핵심 국가의 기업이 가장 저렴한 준숙련 노동력을 생산에 활용할 수 있도록 보장한다.
오늘날 우리는 전 세계 경제에서 데이터를 수집하고 분석할 수 있는 수단을 가지고 있다. 비록 세계의 많은 사회들이 그들의 국민들에게 주어진 삶의 수준과 삶의 기회의 측면에서 서로 다른 지리적 지역들 사이의 더 평등을 향해 큰 진전을 이루었지만, 우리는 여전히 한 국가 내에서 가장 부유한 국가와 가장 가난한 국가 사이의 큰 격차를 발견한다. 2014년 1월 옥스팜 보고서에 따르면 세계에서 가장 부유한 85명의 개인이 세계 인구의 하위 50% 또는 약 35억 명의 재산과 동등한 재산을 보유하고 있다. 대조적으로, 2012년에 세계은행은 전세계 사람들의 21퍼센트, 약 15억 명이 하루에 1.25달러 혹은 그 이하의 극심한 빈곤 속에서 살고 있다고 보고한다. Zygmunt Bauman은 부자들의 부상이 매우 모바일적인 삶을 영위하는 능력과 관련이 있다고 도발적으로 관찰했다: "이동성은 갈망하는 가치 중 가장 높은 순위로 올라간다 – 그리고 영원히 희소하고 불균등하게 분배되는 상품인 이동의 자유, 빠른 속도는 우리의 후기 현대 또는 포스트모던 시대의 주요 계층화 요소가 된다."

## 아비투스
아비투스란 가지다, 보유하다, 간직하다'는 뜻이다. 따라서 아비투스가 있는 사람이란 가진자를 뜻한다. 따라서 상류층은 아비투스가 있다. 상류층은 7가지 자본을 가졌는데 심리자본, 문화자본, 지식자본, 경제자본, 신체자본, 언어자본, 사회자본을 가졌다. 루비 페인이 지은 '계층이동의 사다리'는 상류층이 되려면 경제자본, 문화자본, 학력자본, 사회관계적 자본이 필요하다.
그러니 상류층은 많게는 7가지, 적게는 4가지를 가지고 있는 자라고 볼 수 있다. 이 중 겹치는 것은 루비페인이 주장한 경제자본, 문화자본, 학력자본, 사회관계적 자본 4가지다. 그 중 상류층이 되기위한 기본이 되는 자본은 물론 경제자본이다.
또한, 높은 학력, 재력, 권력은 아비투스의 절정이며 가장 최상위에 있는 것은 권력(프랑스어: Pouvoir 푸부아[*])이다.
대자본가·경영자·장군·고급 관리·정치인·각료 등 지체 높은 자가 대개 이 층에 속한다. 사람들의 관심으로 기생하는 연예인은 아비투스가 없다. 이를 인간 계층의 본질이라고 한다. 한편 노회찬 국회의원은 "무식한 자" 에게 사회관계를 가르쳐 주고자 그 연예인을 수행기사로 고용하기로 했고 이게 신문에 "미담" 기사로 실렸다. 즉, 무식한 연예인에게 '사회관계'가 뭔지 알려주겠다는 것인데 이런 시각을 통해 권력에 대한 계급성을 드러내는 것이었다.

## 같이 보기
- 사회 통합